# Chalan-Pago-Ordot
Chalan-Pago-Ordot (Chamorro : CHalan Pågu-Otdot) est l’une des dix-neuf villes du territoire des États-Unis de Guam.
Elle est située dans la partie centre-est de l'île et fait partie du district de Kattan (Est).